# 黃尾擬花鮨
黃尾擬花鮨，又稱黃尾擬花鱸，為輻鰭魚綱鱸形目鱸亞目鮨科的其中一種，分布於印度洋區，從東非至聖誕島海域，棲息深度4-40公尺，體長可達12公分，生活在向海礁坡，為底棲性魚類，成群活動，屬肉食性，以浮游生物為食，可做為觀賞魚。

## 擴展閱讀
維基物種上的相關：黃尾擬花鮨